# Skynet 5D
Skynet 5D és un satèl·lit de comunicacions militar operat per l'Astrium Services en nom de la Ministeri de Defensa del Regne Unit. És l'últim dels quatre satèl·lits Skynet 5 en ser llançat.
La nau espacial Skynet 5D ha sigut construïda per Astrium, basat en el model de satèl·lit Eurostar 3000S. Tenia una massa en el llançament de 4.800 kg, i està dissenyat per funcionar com a mínim, 15 anys. Els seus panells solars de 34 m generen un mínim de 6 kilowatts per alimentar els sistemes de comunicacions UHF i banda X. La càrrega útil del satèl·lit inclou contramesures d'interferències.
El Skynet 5D va ser llançat per un coet transportador Ariane 5ECA des de l'ELA-3 a Kourou. El llançament va tenir lloc a les 21:49 UTC del 19 de desembre de 2012. L'Skynet 5D era un dels dos satèl·lits a bord del coet, l'altre era el Mexsat Bicentenario, que es trobava en la secció inferior; l'Skynet 5D va ser muntat sobre un adaptador Sylda 5.
El llançament va situar el Skynet 5D en una òrbita de transferència geoestacionària, de la qual es va alçar per si mateix en òrbita geoestacionària. La nau espacial es col·loca en una longitud de 25 graus est.